# Šank?!
Šank?! je hrvatski street rock sastav iz Zagreba.

## Povijest
Sastav je nastao lipnja 2010. godine. Članovi su zagrebačke underground punk/oi!/hardcore pozornice, a na punk rock sceni nazočni su preko 10 godina u različitim sastavima (Spierdalaj, No More Idols, Dolibasija, Stronghold, Flegma, Stribog). Naposljetku su odlučili sve iskustvo, znanje i energiju pretočiti u vlastiti zvuk, što su uobličili u album Grad je naš.
Početna ideja je bila da članovi izvode obrade novog vala, ali nakon prvog okupljanja i zajedničke želje za novim i žešćim zvukom odlučili su raditi autorske pjesme. Na zagrebačkoj sceni poznati su po jedinstvenom zvuku rocka, punka, metala, Oi! te ska ritmova.
Prvi album pod nazivom Grad je naš objavljuju na internetu 7. prosinca 2010. godine kao besplatno izdanje.
Nakon uspješne godine za sastav (koja uključuje i nastup sa slavnim Cock Sparrerima i na DOF festivalu, te po mnogim klubovima diljem Hrvatske), 12. prosinca 2011. izdaju album pod nazivom Priče noćnih tramvaja koji se pokazao iznimno uspješnim na prostorima Balkana a i šire. Šank?! je 22. siječnja 2012. nastupio kao predgrupa legendarnim irish punk veteranima Dropkick Murphy's čime počinje službena promocija albuma Priče noćnih tramvaja. Nakon nastupa po cijeloj Hrvatskoj, Makedoniji, Srbiji, Bosni i Hercegovini te Sloveniji, održan je koncert u zagrebačkoj "Tvornici kulture". Povodom promocije koncerta snimljena je pjesma "Zagreb gori" koja je postala prepoznatljiva ne samo u Zagrebu nego i šire te je provela par tjedana na 1. mjestu radijske emisije "Cener" Radija 101. Koncert 21. rujna 2012. rasprodan je ubrzo nakon početka prodaje ulaznica, tako da je sastav održao i drugi koncert (22. rujna 2012.) te je na sam dan koncerta i on bio rasprodan. Najavili su izlazak DVD-a na kojem će biti snimke nastupa u "Tvornici kulture".
Treći album Treća runda izašao je 20. rujna 2013.
Službeni video spotovi: 
Grad je naš
Crni oblak
Zagreb gori

## Diskografija

### Studijski albumi
- Grad je naš (2010.)
- Priče noćnih tramvaja (2011.)
- Treća runda (2013.)
- Naša stvar (2015.)
- Zadnje ljubavno pismo (2023.)
- 15 (2025.)

DVD
- Priče noćnih tramvaja uživo iz Zagreba (2013.)

## Vanjske poveznice
- Stranice sastava  Arhivirana inačica izvorne stranice od 1. srpnja 2014. (Wayback Machine)
- Venia
- Službena facebook stranica